# Рамишвили, Теймураз Отарович
Теймура́з Ота́рович Рамишви́ли (род. 4 мая 1955, Тбилиси) — российский дипломат. Чрезвычайный и полномочный посол (2004).

## Биография
В 1979 году окончил МГИМО. Владеет английским и грузинским языками.
- В 1999—2000 годах — директор Департамента по международному гуманитарному сотрудничеству и правам человека МИД РФ.
- В 2000—2005 годах — чрезвычайный и полномочный посол Российской Федерации в Республике Корея[1][2].
- В 2005—2008 годах — посол по особым поручениям МИД Российской Федерации.
- В 2007—2012 годах — чрезвычайный и полномочный посол Российской Федерации в Дании[3][4].
- В 2012—2016 годах — директор Департамента лингвистического обеспечения МИД РФ.
- С 11 октября 2016 по 1 октября 2024 года — чрезвычайный и полномочный посол Российской Федерации в Королевстве Норвегия[5].

## Награды
- Почётная грамота Министерства иностранных дел Российской Федерации
- Орден «За заслуги перед Отечеством» IV степени (22 марта 2009) (указ о награждении не найден)
- Знак отличия «За безупречную службу» XXX лет (25 декабря 2014) — за большой вклад в реализацию внешнеполитического курса Российской Федерации и многолетнюю добросовестную работу[6]
- Орден Дружбы (5 июня 2021) — за большой вклад в реализацию внешнеполитического курса Российской Федерации и многолетнюю добросовестную дипломатическую службу[7].

## Дипломатический ранг
- Чрезвычайный и полномочный посланник 2 класса (1 апреля 1994)[8]
- Чрезвычайный и полномочный посланник 1 класса (17 апреля 1998)[9]
- Чрезвычайный и полномочный посол (28 января 2004)[10]